# Hevia
Hevia, pseudonimo di José Ángel Hevia Velasco (Villaviciosa, 11 ottobre 1967), è un musicista spagnolo e suonatore di gaita.

## Biografia
È famoso per aver inventato, insieme ad altri, la "gaita MIDI",  una cornamusa elettronica con la quale suona abitualmente. A soli 4 anni ha avuto i primi contatti con la cornamusa, con l'aiuto di Armando Fernández, che gli ha insegnato lo stile tradizionale. Dal 1986 al 2001 è stato direttore della banda di gaite di Villaviciosa; nel 1992 ha vinto da solista il primo premio al Festival interceltico di Lorient, in Bretagna.
Nel 1998 ha pubblicato il primo album Tierra de nadie (uscito con il titolo No Man's Land in alcuni paesi) che solo in Spagna ha venduto 1.000.000 di copie, e nel quale si trova il suo pezzo più famoso, Busindre Reel. L'album verrà ripubblicato nel 1999 in un'edizione speciale con tre remix aggiuntivi. Nel 2000 è uscito il suo secondo album, Al otro lado (edito anche come Al otro llau o The Other Side), mentre il terzo album Étnico ma non troppo è del 2003. Nel 2007 è uscito l'album Obsessión. Nel 2018 esce il quinto album Al son del indianu.
Solitamente nel suo gruppo è presente anche sua sorella Maria José, alle percussioni.
Due suoi brani, "La Línea Trazada" e "El Garrotin", sono apparsi sul gioco multipiattaforma Vigilante 8: Second Offence. Nel 2012 ha accompagnato il duo italiano Sonohra nella canzone Si chiama libertà, pubblicata nell'aprile dello stesso anno.

## Discografia

### Album
- Tierra de nadie (No Man's Land) (1998)
- Tierra de nadie (edizione speciale) (1999)
- Al otro lado (The Other Side o Al otro llau) (2000)
- Étnico ma non troppo (2003)
- Obsessión (2007)
- Al son del indianu (2018)

### Singoli
- El Saltón
- El Garrotín
- Busindre Reel
- El Garrotín (remix)
- Sobrepena
- Baños de Budapest (incluso remix)
- Tanzila
- Taramundi 130
- Tirador
- Si chiama libertà